# Christmas in America
Christmas in America är ett julalbum från 1989 av Kenny Rogers.

## Översikt
Det var Kenny Rogers tredje julalbum och hans första på fem år, och Kenny Rogers och Norman producerade inspelningar av gamla sånger,  samt det nya titelspåret..
Titelspåret släpptes aldrig på singel, men albumet slog sig in på listan; på Billboard 200 nådde det som högst 119:e plats och 45:e plats på countrylistorna.

## Låtlista
1. Christmas in America (Dolly Parton) [3:02]
2. Winter Wonderland (Bernard, Smith) [2:10]
3. I'll Be Home for Christmas (Gannon, Kent, Ram) [3:04]
4. Silver Bells (Evans, Livingston) [3:56]
5. Have Yourself a Merry Little Christmas (Blane, Martin) [3:27]
6. Christmas in America - Reprise (Parton) [1:02]
7. Joy to the World (Mason, Watts) [1:56]
8. Away in a Manger (Traditionell) [1:22]
9. O Little Town of Bethlehem (Brooks, Redner) [2:41]
10. God Rest Ye Merry Gentlemen (Traditionell) [1:25]
11. The First Noel (Sandys) [2:42]
12. Christmas in America - Segue (Parton) [0:21]
13. What Child Is This? (Dix, Traditionell) [1:50]
14. Silent Night ("Stille Nacht, heilige Nacht") (Gruber, Mohr) [2:27]

### Fotnoter
1. ↑  Chuck Dauphin (8 december 2014). ”Kenny Rogers Brings The Merriment on Christmas and Hits Through the Years Tour” (på engelska). Billboard. https://www.billboard.com/articles/6386070/kenny-rogers-christmas-and-hits-through-the-years-tour-review-2014. Läst 15 januari 2018.